# Национальная библиотека Индонезии
Национальная библиотека Индонезии (индон. Perpustakaan Nasional Republik Indonesia) — национальная библиотека, основанная в 1980 году и находящаяся в Джакарте, Индонезия. В библиотеке хранится обязательный экземпляр каждого издания, напечатанного в Индонезии.
По состоянию на 2017 год в библиотеке имеется около 4 миллионов томов.

## История
План создать национальную библиотеку был предложен в конце 1970-х годов Мастини Хардйопракосо (индон. Mastini Hardjoprakoso), сотрудницей Национального музея. План был поддержан Министерством планирования национального развития (BAPPENAS), а в 1978 году получил поддержку нового министра образования и культуры. Также план был поддержан Сити Хартиной, женой президента Сухарто, спонсировавшей постройку нового здания. В результате план был одобрен в 1980 году, а в 1988 году открылось новое здание библиотеки.
Национальная библиотека была создана путём объединения четырёх библиотек:
- Библиотека Национального музея (1778)
- Библиотека политической и социальной истории Центра библиотечного развития (1952)
- Департамент библиографии и хранения Центра библиотечного развития (1953)
- Библиотека территориального офиса Департамента образования и культуры Джакарты (1953)

Наиболее ценной была библиотека Национального музея, изначально созданная в 1778 году как библиотека Батавского общества искусств и наук и переданная в 1962 году, при роспуске общества, Национальному музею. В 1846 году она насчитывала 1115 томов, в 1860 — 3400, в 1920 — около 100 тысяч, а к моменту объединения было собрано свыше 400 тысяч томов, в том числе некоторые издания времён Эпохи Просвещения.
Администрация, выставочный зал и конференц-центр Национальной библиотеки Индонезии были размещены в историческом здании 1860 года постройки, а хранилище, читальный зал и служебные помещения — в современном здании. Большая часть изданий по состоянию на 2001 год составляла литература по гуманитарным наукам.
В 2017 году открылось новое, 24-этажное здание, считающееся самой высокой библиотекой в мире.